# Pertis Pali
Pertis Pali (Miskolc, 1906. március 20. – Budapest, 1947. június 11.) kora egyik vezető cigányprímása. Pertis Jenő (1939–2007) zongoraművész, zeneszerző és Pertis Zsuzsa (1943–2007) csembalóművész édesapja, Kelemen Barnabás hegedűművész nagyapja, Pertis Jenő (1903–1971) prímás öccse.

## Élete
Pertis János népzenész és Zsákai Ilona (1872–1961) fiaként született. Gyermekkorában került Budapestre, gimnáziumi tanulmányait megszakítva különböző zenekarokban segédprímáskodott, majd húszévesen megalakította saját együttesét. A Hadik kávéházban, majd a Vadászkürt Szállóban játszottak. Itt egy ideig Fátyol Mihály volt a segédprímása. Zenekarával vendégszerepelt Londonban, Párizsban és Brüsszelben is. A belga fővárosban a királynő előtt is játszott együttesével, és Pertis egy Guarneri-hegedűt vett magának. Sikerességét jellemzi, hogy saját házat és autót tudott vásárolni, sőt sofőrt is tartott hozzá. Több filmben „alakította önmagát”. Családjában konfliktust okozott, hogy nem cigány feleséget választott magának. Korai halálát agyvérzés okozta.

## Házassága és gyermekei
Felesége Gosztonyi Jolán, énektanár, akinek a szülei Gosztonyi Dezső (1877–1942), MÁV főtanácsos, és Pornói Jolán voltak. Pertis Pál és Gosztonyi Jolán házasságából született:
- Pertis Zsuzsanna
- Pertis Jenő

## Filmjei
- A férfi mind őrült (1937)
- Férfihűség (1942)
- Családunk szégyene (1943)

## Emlékezete
Pertis Pali és a Vadászkürt Szálló szerepel Melitta búcsúdalában Ránki György Egy szerelem három éjszakája c. musicaljében (dalszöveg: Vas István):
Pannónia-szálló és Vadászkürt,
Ó, a disztingvált különterem!
Pertis hegedűje, jaj, hová tűnt?
És a Grill, a kis Parisien?